# Брункіт
Брункі́т (рос. брункіт; англ. brunckite; нім. Brunckit) — мінерал, прихованокристалічний землистий різновид сфалериту білого кольору. Знайдений у руднику Серкапукіо (Перу) та в районі Трускавця (Україна). Рідкісний.